# Burkersdorf (Nobitz)
Burkersdorf ist ein Ortsteil der Gemeinde Nobitz im Landkreis Altenburger Land in Thüringen.

## Lage
Der Ortsteil Burkersdorf befindet sich nordöstlich von Saara und fünf Kilometer südlich von Altenburg am Mittellauf der Blauen Flut. Verkehrsmäßig ist das Dorf an der Kreisstraße 519 angebunden und liegt an der Bundesstraße 7. Die Gemarkung des Dorfes befindet sich in der Altenburg-Zeitzer Lösshügellandschaft, einem Teil der Leipziger Tieflandsbucht.

## Geschichte
Die urkundliche Ersterwähnung wird von 1181 bis 1214 angegeben. Das Dorf ist von einem ländlichen Umfeld umgeben, da die Landwirtschaft den Ort prägte und noch prägt. 140 Einwohner leben im Ort, in dem zwischenzeitlich nach der Wende neue Eigenheime gebaut worden sind.
Burkersdorf gehörte zum wettinischen Amt Altenburg, welches ab dem 16. Jahrhundert aufgrund mehrerer Teilungen im Lauf seines Bestehens unter der Hoheit folgender Ernestinischer Herzogtümer stand: Herzogtum Sachsen (1554 bis 1572), Herzogtum Sachsen-Weimar (1572 bis 1603), Herzogtum Sachsen-Altenburg (1603 bis 1672), Herzogtum Sachsen-Gotha-Altenburg (1672 bis 1826). Bei der Neuordnung der Ernestinischen Herzogtümer im Jahr 1826 kam der Ort wiederum zum Herzogtum Sachsen-Altenburg.
Nach der Verwaltungsreform im Herzogtum gehörte er bezüglich der Verwaltung zum Ostkreis (bis 1900) bzw. zum Landratsamt Altenburg (ab 1900). Das Dorf gehörte ab 1918 zum Freistaat Sachsen-Altenburg, der 1920 im Land Thüringen aufging. 1922 kam es zum Landkreis Altenburg.
Während Kamnitz immer als Ortsteil von Burkersdorf galt, erfolgte die Eingemeindung von Löpitz im Jahr 1923 und von Gleina am 1. Juli 1950. Bei der zweiten Kreisreform in der DDR wurden 1952 die bestehenden Länder aufgelöst und die Landkreise neu zugeschnitten. Somit kam der Ort mit dem Kreis Altenburg an den Bezirk Leipzig, der seit 1990 als Landkreis Altenburg zu Thüringen gehörte und 1994 im Landkreis Altenburger Land aufging. Am 1. Januar 1973 erfolgte die Eingliederung der Gemeinde Burkersdorf mit ihren Ortsteilen in die Gemeinde Lehndorf. Mit dem Aufgehen der Gemeinde Lehndorf in der Einheitsgemeinde Saara wurde Burkersdorf am 1. Januar 1996 ein Ortsteil dieser Gemeinde, bis diese wiederum am 31. Dezember 2012 zu Nobitz kam.